# Misima-Paneati jezik
Misima-Paneati jezik (ISO 639-3: mpx), jezik austronezijske porodice u arhipelagu Louisiade, na otocima Misima, Panaieti i ostalim otocima u lancu Calvados, provincija Milne Bay, Papua Nova Gvineja. 
Njime govori 18 000 ljudi (2002 SIL) u 32 sela. Postoje dva dijalekta, nasikwabw (tokunu) i tewatewa. Postoje mnoge škole. Neki ga koriste i kao drugi jezik.

## Vanjske poveznice
- Ethnologue (14th)
- Ethnologue (15th)